# Eupithecia subvirens
Eupithecia subvirens là một loài bướm đêm trong họ Geometridae.